# El Llucià (Calders)
El Llucià és una masia del terme de Calders, al Moianès. Pertanyia a la parròquia rural de Sant Pere de Viladecavalls, Viladecavalls de Calders.
Està situada a 363 metres d'altitud, al centre de l'antiga parròquia rural, al costat de llevant mateix de l'antiga església de Sant Pere de Viladecavalls.